# Jalalpore
Jalalpore é uma vila no distrito de Navsari, no estado indiano de Gujarat.

## Demografia
Segundo o censo de 2001, Jalalpore tinha uma população de 16 246 habitantes. Os indivíduos do sexo masculino constituem 52% da população e os do sexo feminino 48%. Jalalpore tem uma taxa de literacia de 74%, superior à média nacional de 59,5%: a literacia no sexo masculino é de 79% e no sexo feminino é de 69%. Em Jalalpore, 12% da população está abaixo dos 6 anos de idade.